# 弗雷德里克·雷明顿
弗雷德里克·雷明顿（Frederic Sackrider Remington，1861年10月4日—1909年12月26日），美国画家，插画家，雕刻家，作家，尤其擅长反映美国西部早期的描绘。由他所绘的早期美国牛仔的形象几乎已经深入人心。 